# 大劍山
大劍山（泰雅語： 或 ），又名巴多瓦諾敏山，位於臺灣臺中市和平區梨山里東北部，雪霸國家公園中部，標高3,594公尺，於台灣百岳中排行第18。為台灣百岳名山的「十峻」之一。

## 劍山稜脈

自小劍山路上觀看大劍山稜脈以及雪山山脈

劍山稜脈是雪山主峰向西延伸，經翠池三叉山後轉為南向伸展，由北而南依序擁有雪山西南峰（3,471m）、大劍山（3,594m）、劍南尖山（3,285m）、油婆蘭山（3,308m）、布伕奇寒山（3,295m）、佳陽山（3,314m）與劍山（或稱小劍山，3,253m）等8座三千公尺級名峰。此稜脈是延續武陵四秀、布秀蘭山、雪山北峰到雪山主峰，一脈相連的雪山山脈主脊，並在小劍山南緣因大甲溪中游切割通過，截斷與白姑山群的連結，雪山地壘分隔成雪山山彙與白姑山群兩個獨立的山塊。在雪山山彙的六條稜脈中，大劍稜脈雖然不是最長的一條，但因縱走路程起伏量大，尤其油婆蘭山到小劍山起伏劇烈又缺乏良好營地，另外稜線上除了翠池山屋之外沒有其他山屋可住，水源缺乏，再加上登山口海拔低，光是要爬上稜脊正常來說就要兩天時間，因此從日治時期至今就一直被視為最辛苦最難纏的縱走路線。除了「雪劍縱走」之外，民國63年（1974年）岳界前輩從中橫宜蘭支線松茂附近開闢的水土保持道路(樂山林道)，跨過大甲溪上游，來到推論山東南稜線尾端，並循著稜線上的防火林道上攀，走出一條攀登大劍山稜脈的新途徑（原路線因德基水庫竣工蓄水而廢棄），「大小劍」行程成為非縱走路線的另一選擇。

## 營地選擇
- 大劍山登山口營地（海拔1564m）

位於防火林道底端登山口處，地勢平坦寬廣，可搭建至少5頂帳篷。景觀可見高聳平地而起的登山防火巷。但因植被覆蓋，以及許久未割草請出足夠空地，同時附近無水源，需從樂山橋溪溝背來。因而此區域適合搭建帳篷的範圍日益減少。
- 推論池營地（海拔2810m）

位於油婆蘭山-推論山之小凹口。通常做為前往油婆蘭營地之前的前哨營點。推論池兩池水源狀況算穩定，但水質不佳需過濾後煮沸飲用，具有茶色水質以及淡苦味。山友通常自樂山橋溪溝背水而上避免此問題，但輕裝者仍需考慮使用此處水源。
- 油婆蘭營地（海拔3269m）

位於油婆蘭山附近凹口處之營地。大雨天可能會積水形成小型看天池，雨停後積水很快會消失。附近有黑水塘可飲用，但仍然建議前往活水源取水。活水源在營地往大劍山方向北走，走劍南尖山與大劍山之間的鞍部， 循指標西北陡降溪澗中取水。活水源狀態穩定不受天氣影響。

## 外部連結
- 國家公園入山入園網 （页面存档备份，存于）
- 大霸/聖稜線段（页面存档备份，存于） - 國家步道系統
- 中華民國山岳協會 （页面存档备份，存于） - 最初為「台灣山岳會」
- 山情點滴─山與人的故事